# Commission des lieux et monuments historiques du Canada
La Commission des lieux et monuments historiques du Canada (CLMHC) est un organisme canadien qui reçoit les demandes du public concernant des lieux ou monuments historiques que l'on aimerait protéger et qui conseille le ministre de l'Environnement du gouvernement du Canada à leur propos. Elle a été créée en 1920.